# Macropodiella
Genre
Macropodiella est un genre de plantes à fleurs de la famille des Podostemaceae.

## Liste d'espèces
Selon The Plant List (21 novembre 2019) :
- Macropodiella pellucida (Engl.) C. Cusset

Selon Tropicos (21 novembre 2019) (Attention liste brute contenant possiblement des synonymes) :
- Macropodiella hallaei C. Cusset
- Macropodiella heteromorpha (Baill.) C. Cusset
- Macropodiella mildbraedii Engl.
- Macropodiella pellucida (Engl.) C. Cusset
- Macropodiella taylorii (J.J. de Wilde & Guillaumet) C. Cusset
- Macropodiella uoroensis Rial